# Stadion Miejski w Inowrocławiu
Stadion Miejski im. Inowrocławskich Olimpijczyków – stadion piłkarsko-lekkoatletyczny, na którym swoje spotkania ligowe rozgrywa grająca w IV lidze Cuiavia Inowrocław.

## Historia

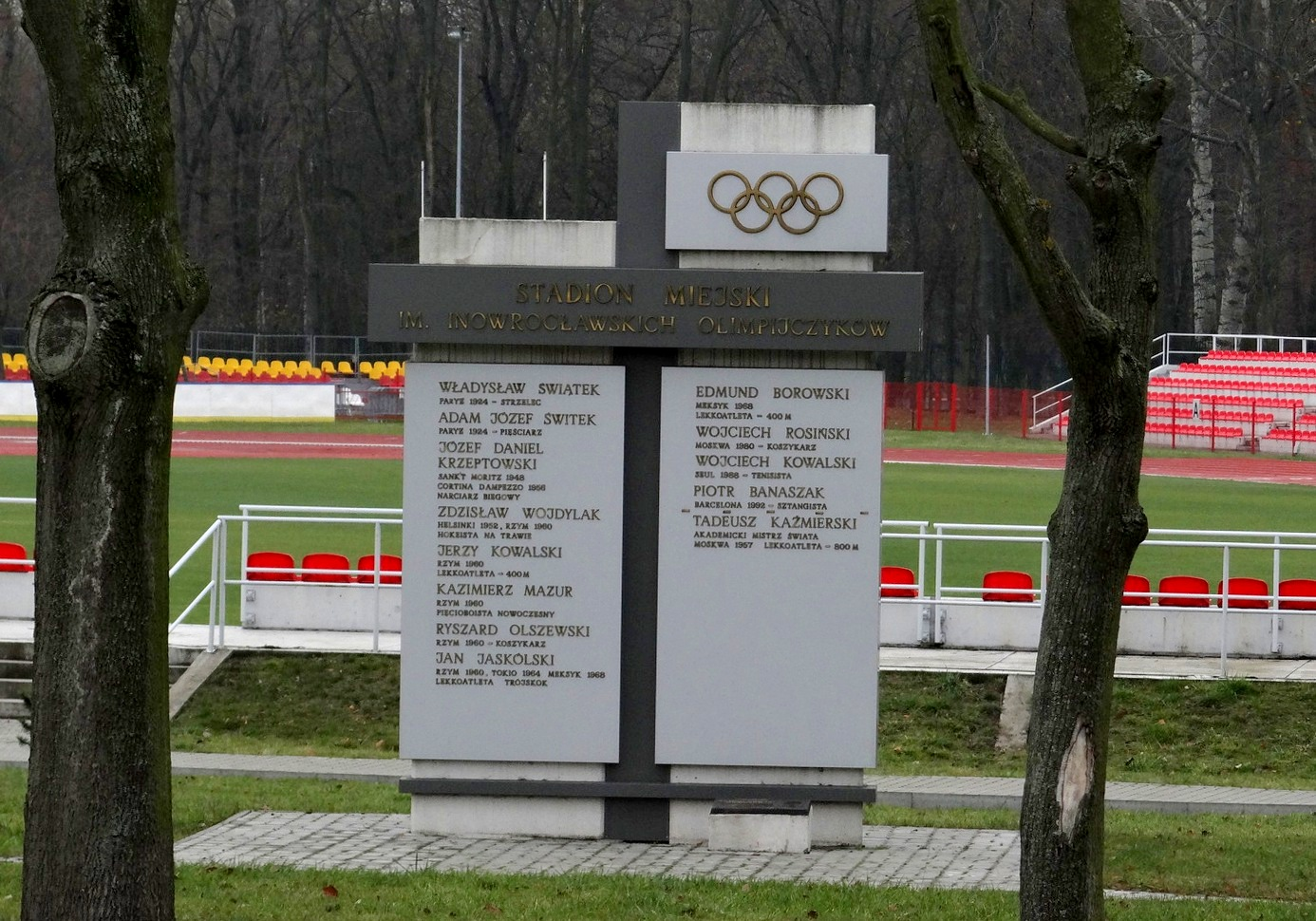
Pomnik

Uroczystego otwarcia stadionu po modernizacji dokonano 22 grudnia 2011 roku. W czasie tej uroczystości odsłonięto pamiątkową tablicę z nazwiskami rodzimych olimpijczyków. Dokonali tego trzej z nich - Jan Jaskólski, Edmund Borowski oraz Wojciech Rosiński. Towarzyszyli im prezydent Ryszard Brejza wraz z Tomaszem Marcinkowskim, Przewodniczącym Rady Miejskiej.

## Dane techniczne
Arena główna o wymiarach 72 m x 109 m składa się z boiska do piłki nożnej. Z kolei część lekkoatletyczna stadionu wyposażona została w urządzenia specjalistyczne w oparciu o powierzchnię poliuretanową (bieżnia lekkoatletyczna 8-torowa). Są tu zamontowane urządzenia lekkoatletyczne takie jak: stanowisko do rzutu oszczepem, rzutu dyskiem, pchnięcia kulą, skocznia do skoków wzwyż i o tyczce, dwie skocznie do skoków w dal i trójskoku. Obiekt wyposażony został w tablicę wyników z wielofunkcyjnym ekranem.
W 2015 r. stadion otrzymał certyfikat IAAF.